# Kanton Gennevilliers-Sud
Der Kanton Gennevilliers-Sud war von 1985 bis 2015 ein französischer Wahlkreis im Arrondissement Nanterre, im Département Hauts-de-Seine und in der Region Île-de-France.
Der Kanton bestand aus einem Teil der Stadt Gennevilliers.

## Bevölkerungsentwicklung
| 1990   | 1999   | 2008   |
| ------ | ------ | ------ |
| 21.359 | 20.660 | 21.413 |